# Johann Tserclaes Tilly
Johann Tserclaes, rigsgreve af Tilly (født februar 1559 i Nivelles, død 30. april 1632 i Ingolstadt) var kendt som Munken i rustning og var general (feltmarskal) og stod i spidsen for det Tysk-romerske riges styrker i Trediveårskrigen. Han vandt for kejseren en serie vigtige sejre over Bøhmen, de protestantiske tyske stater og Danmark, men blev til sidst slået af en hær under kommando af kong Gustav Adolf af Sverige. Han og hertug Albrecht von Wallenstein af Friedland og Mecklenburg var chefer for Det Tysk-romerske riges styrker. 

## Ungdomsårene
Johann Tserclaes blev født i februar 1559 på slottet Tilly nær Nivelles i det nuværende Belgien, der var en del af de Spanske Nederlande (af det nuværende Holland og Belgien). Johann Tserclaes tilhørte en katolsk familien med rødder i Hertugdømmet Brabant, og han fik en jesuitisk uddannelse i Köln. Som femtenårig meldte han sig under fanerne i den spanske hær, og han kæmpede under Alessandro Farnese, hertug af Parma og Piacenza i kampagnen mod hollændernes oprør under Firsårskrigen. Han deltog blandt andet i den vellykkede belejring af Antwerpen i 1585. Derefter tjente han under hertugen af Lothringen til 1598, hvor han kom i kejserlig tjeneste. Han deltog i det Hellige romerske Riges krig mod tyrkerne i Ungarn og Transsylvanien med rang af oberst fra år 1600. En række hurtige forfremmelser gjorde ham til artillerigeneral på bare fem år.

## Kampagne i Bøhmen
I 1610 blev han af kurfyrst Maximilian I af Bayern udnævnt til hærchef og fik til opgave at reorganisere den bayerske hær. Hans træning af hæren bestod især i at indføre det spanske tercio-system med musketerer støttet af dybe formationer af pikenerer. Da trediveårskrigen brød ud, blev han udpeget som chef for Den Katolske Ligas styrker i Bayern med rang af feltmarskal, og han ledede kampen mod de (protestantiske) bøhmiske oprørere fra 1620. Med en hær på 25.000 mand drog han mod nord og vandt en afgørende sejr i Slaget ved Det Hvide Bjerg nær Prag over den bøhmiske hær under kong Frederik 5. (af Pfalz, "Vinterkongen") 8. november 1620. På kun to timer brød hans disciplinerede tropper gennem fjendens rækker, og halvdelen af den bøhmiske hær blev enten dræbt eller taget til fange, mens Tilly blot mistede 700 mand. Herefter rykkede han ind i Prag og satte en foreløbig stopper for alle ønsker om uafhængighed i det område, der i dag er republikken Tjekkiet.

## Felttog i Tyskland
Han satte nu kurs mod vest, men blev i første omgang besejret af en protestantisk hær i Slaget ved Mingolsheim den 27. april 1622. Herefter sluttede han sig til den spanske general, hertug Gonzalo af Cordoba. Sammen fik de revanche mod protestanterne i Slaget ved Wimpfen 6. maj 1622. Han triumferede igen i Slaget ved Höchst, den 20. juni, og sejren gav ham titlen som grev Tilly. På baggrund af de tre slag på to måneder indledte han en belejring af Heidelberg og indtog byen den 19. september 1622. Christian af Braunschweig, som han allerede havde besejret ved Höchst, organiserede en ny hær, men blev slået igen i Slaget ved Stadtlohn og mistede 13.000 af sin nye hærs 15.000 mand. Dermed ophørte stort set al organiseret protestantisk modstand i Tyskland, og de sidste område i Bøhmen overgav sig i 1623. Disse begivenheder fik Danmarks kong Christian IV til at gå ind i Trediveårskrigen i 1625 for at beskytte Protestantismen og for at gøre sig til Nordeuropas vigtigste regent. Grev Tilly kæmpede mod danskerne i Slaget ved Lutter am Barenberg den 27. august 1626, hvor hans højt disciplinerede infanteri angreb de fjendtlige linjer fire gange, før de brød igennem. Det resulterede i en afgørende sejr, hvor halvdelen af den danske hær gik tabt, hvilket var usædvanligt på den tid. Efter Wallensteins besættelse af Jylland var Danmark tvunget til at bede om fred i Lübeck i 1630, men det forrykkede magtbalancen i Europa og førte til svensk indblanding. Den fremragende regent og feltherre, kong Gustav Adolf, havde de foregående 10 år søgt at opbygge sin magt i Baltikum gennem krige mod Rusland og Polen; men han vendte nu sin opmærksomhed mod Tyskland.

## Ødelæggelsen af Magdeburg
Mens Gustav Adolf var gået i land med sin hær i Mecklenburg og var fortsat til Berlin for at indgå alliancer med de nordtyske regenter, indledte Johann Tserclaes belejringen af Magdeburg i Midttyskland, fordi byen havde lovet at hjælpe Sverige. Magdeburg var en uafhængig hansestad og en protestantisk højborg. Belejringen begyndte 20. marts 1631, og Tilly overlod ansvaret til sin underordnede, grev Pappenheim, mens han fortsatte sit felttog andetsteds. Efter to måneders belejring, og efter at Frankfurt an der Oder var faldet til svenskerne, vendte Tilly tilbage med flere soldater. Den 20. maj blev byen stormet af 40.000 mand under Pappenheims kommando. Angrebet lykkedes, men officererne mistede kontrollen over deres folk, og det resulterede i en massakre, hvorunder 25.000 af de 30.000 indbyggere blev dræbt, og hvor en stor del af byen brændte ned. Det er en meget kontroversiel begivenhed i Tillys karriere, skønt det er uklart, hvor meget ansvar han havde for begivenhederne. Mange af hans modstandere gav ham skylden og påstod, at massakren var planlagt, og de brugte den som begrundelse for tilsvarende myrderier. Men mange nyere historikere anser det for usandsynligt, at han beordrede massakren. Magdeburg var en strategisk vigtig by ved Elben, og den skulle bruges som forsyningsbase i den kommende kamp mod svenskerne. Johann Tserclaes var en særdeles erfaren general og kendte naturligvis byens strategiske betydning. Desuden sendte Tserclaes et tilbud om overgivelse til bystyret nogle dage før det endelige angreb, efter at nogle ydre befæstninger var faldet. Det kunne indikere, at han var mere interesseret i at erobre Magdeburg intakt, frem for at nedslagte indbyggerne. Det skal dog understreges, at sådanne voldshandlinger var ret almindelige på den tid. Der var dyb religiøs splittelse, og i en hær fyldt med lejesoldater var det ikke altid muligt at opretholde disciplinen.

## Felttog mod svenskerne
Efter Magdeburg ødelagde Tillys hær store dele af Sachsen, før de kom i kamp med Gustav Adolf i Slaget ved Breitenfeld den 17. september 1631 nær byen Leipzig. I dette slag blev han udmanøvreret af Gustav Adolf, og han mistede 13.000 mand efter en hård kamp. Svenskernes troppebevægelser og deres velrettede hurtigtskydende artilleri fik hans soldater til at gå i panik og flygte. Han måtte trække sig tilbage og gik derefter over til at føre en forsvarskrig. Da han forsøgte at forhindre svenskerne i at forcere floden Lech og rykke ind i Bayern, blev han såret af en kanonkugle i Slaget ved Rain am Lech. Han døde 73 år gammel af stivkrampe 15 dage senere i Ingolstadt 30. april 1632.

## Fiktion om Tilly
- Tilly omtales i Bertolt Brechts Mutter Courage og hendes børn. Hans begravelse finder sted, og Mutter Courage siger om den: "Jeg er ligeglad med, om den begravelse er en historisk begivenhed. For mig er vansiringen af min datters ansigt en historisk begivenhed."

- Som anerkendelse af hans militære færdigheder er Tilly nævnt i computerspillet Age of Empires III. Spiller man som tysker, kan man få "Tilly's Discipline", som er en opgradering af infanteriet, så det kan manøvrere hurtigere.